# Biatlo nos Jogos Olímpicos de Inverno de 2010 - Largada coletiva feminina
A largada coletiva feminina do biatlo nos Jogos Olímpicos de Inverno de 2010 foi disputada no Parque Olímpico de Whistler em 21 de fevereiro de 2010.

## Medalhistas
| Ouro   | GER Magdalena Neuner |
| Prata  | RUS Olga Zaitseva    |
| Bronze | GER Simone Hauswald  |

## Resultados
| Pos.              | Nº | Atleta                        | Tempo       | Penalidades (P+P+S+S) | Diferença |
| ----------------- | -- | ----------------------------- | ----------- | --------------------- | --------- |
| Medalha de ouro   | 2  | GER Magdalena Neuner          | 35:19.6     | 2 (1+0+1+0)           |           |
| Medalha de prata  | 16 | RUS Olga Zaitseva             | 35:25.1     | 1 (0+0+1+0)           | +5.5      |
| Medalha de bronze | 12 | GER Simone Hauswald           | 35:26.9     | 2 (0+0+2+0)           | +7.3      |
| 4                 | 13 | RUS Olga Medvedtseva          | 35:40.8     | 0 (0+0+0+0)           | +21.2     |
| 5                 | 7  | BLR Darya Domracheva          | 35:53.2     | 1 (0+0+1+0)           | +33.6     |
| 6                 | 17 | FRA Sandrine Bailly           | 36:02.0     | 2 (0+0+2+0)           | +42.4     |
| 7                 | 1  | SVK Anastasiya Kuzmina        | 36:02.9     | 3 (1+1+1+0)           | +43.3     |
| 8                 | 9  | GER Andrea Henkel             | 36:13.5     | 1 (1+0+0+0)           | +53.9     |
| 9                 | 8  | SWE Helena Jonsson            | 36:15.9     | 2 (1+1+0+0)           | +56.3     |
| 10                | 19 | NOR Ann Kristin Flatland      | 36:16.0     | 4 (0+2+1+1)           | +56.4     |
| 11                | 27 | UKR Olena Pidhrushna          | 36:22.8     | 2 (1+0+0+1)           | +1:03.2   |
| 12                | 11 | SWE Anna Carin Olofsson-Zidek | 36:22.9     | 4 (1+1+1+1)           | +1:03.3   |
| 13                | 14 | RUS Svetlana Sleptsova        | 36:23.3     | 3 (0+2+0+1)           | +1:03.7   |
| 14                | 6  | FRA Marie-Laure Brunet        | 36:39.5     | 3 (0+0+1+2)           | +1:19.9   |
| 15                | 5  | FRA Marie Dorin               | 36:40.9     | 1 (1+0+0+0)           | +1:21.3   |
| 16                | 20 | BLR Liudmila Kalinchik        | 36:55.2     | 1 (0+0+0+1)           | +1:35.6   |
| 17                | 3  | NOR Tora Berger               | 36:58.3     | 4 (1+0+1+2)           | +1:38.7   |
| 18                | 18 | UKR Valj Semerenko            | 37:12.5     | 3 (0+2+1+0)           | +1:52.9   |
| 19                | 24 | POL Krystyna Pałka            | 37:22.6     | 1 (1+0+0+0)           | +2:03.0   |
| 20                | 25 | POL Weronika Nowakowska       | 37:34.0     | 4 (1+2+1+0)           | +2:14.4   |
| 21                | 29 | BLR Nadezhda Skardino         | 37:38.1     | 1 (0+0+0+1)           | +2:18.5   |
| 22                | 26 | POL Agnieszka Cyl             | 37:54.7     | 5 (0+1+2+2)           | +2:35.1   |
| 23                | 23 | ROU Éva Tófalvi               | 38:00.7     | 5 (0+1+2+2)           | +2:41.1   |
| 24                | 10 | GER Kati Wilhelm              | 38:37.7     | 5 (1+3+1+0)           | +3:18.1   |
| 25                | 30 | SLO Andreja Mali              | 38:53.9     | 4 (0+2+0+2)           | +3:34.3   |
| 26                | 4  | KAZ Elena Khrustaleva         | 39:01.3     | 5 (2+2+1+0)           | +3:41.7   |
| 27                | 28 | SWE Anna Maria Nilsson        | 39:05.8     | 4 (1+1+1+1)           | +3:46.2   |
| 28                | 21 | UKR Oksana Khvostenko         | 39:11.0     | 3 (0+2+1+0)           | +3:51.4   |
| 29                | 22 | RUS Anna Boulygina            | 39:17.2     | 8 (4+1+2+1)           | +3:57.6   |
| —                 | 15 | SLO Teja Gregorin             | 35:49.0 DSQ | 1 (0+0+0+1)           | +29.4     |

Legenda
| Recorde mundial      | Recorde mundial (World record)               |                       | Recorde africano                      | Recorde africano (African) |                                           | Q | Classificado por posição (Qualified) |
| Recorde olímpico     | Recorde olímpico (Olympic record)            | Recorde da América    | Recorde da América (Americas)         | q                          | Classificado por melhor tempo (Qualified) |   |                                      |
| Melhor marca do ano  | Melhor marca do ano (World leading)          | Recorde asiático      | Recorde asiático (Asian)              | DNS                        | Não largou (Did not start)                |   |                                      |
| Recorde nacional     | Recorde nacional (National record)           | Recorde europeu       | Recorde europeu (European)            | DNF                        | Não terminou (Did not finish)             |   |                                      |
| Recorde pessoal      | Recorde pessoal do atleta (Personal best)    | Recorde da Oceania    | Recorde da Oceania (Oceania)          | DSQ / DQ                   | Desclassificado (Disqualified)            |   |                                      |
| Recorde da temporada | Recorde da temporada do atleta (Season best) | Recorde sul-americano | Recorde sul-americano (South America) | NM                         | Sem marca (No mark)                       |   |                                      |